# Mount Shelton
Mount Shelton ist ein 2485 m hoher Berg im ostantarktischen Viktorialand. Im ostzentralen Teil der Homerun Range in den Admiralitätsbergen ragt er unmittelbar westlich des oberen Abschnitt des Rastorfer-Gletschers auf.
Der United States Geological Survey kartierte ihn anhand eigener Vermessungen und Luftaufnahmen der United States Navy aus den Jahren von 1960 bis 1963. Das Advisory Committee on Antarctic Names benannte ihn 1970 nach dem Meteorologen John E. Shelton, der im Rahmen des United States Antarctic Research Program von 1964 bis 1965 auf der Hallett-Station tätig war.